# 장뇌
장뇌(樟腦) 또는 캄포르(영어: camphor)는 강한 향을 가진 왁스 같은 무색 고체이다. 이것은 아이소프레노이드와 케톤으로 분류된다. 동아시아에 서식하는 큰 상록 식물인 녹나무(Camphora officinarum) 목재와 동남아시아에서 자라는 키가 큰 재목인 캄포르 나무(Dryobalanops sp.)에서 발견된다. 또한 다른 관련 녹나무과 식물, 특히 오코티아 우삼바렌시스에서도 발견된다. 로즈메리(Rosmarinus officinalis) 잎에는 0.05~0.5%의 장뇌가 함유되어 있으며, 캄포르위드(Heterotheca)에는 약 5%가 함유되어 있다. 아시아에서 장뇌의 주요 공급원 중 하나는 캄포르 바질(African blue basil의 원종)이다. 장뇌는 또한 테레빈유로부터 합성적으로 생산될 수도 있다.
이 화합물은 구조 다이어그램에 표시된 두 가지 가능한 광학 이성질체로 존재하는 카이랄 화합물이다. 왼쪽에 있는 구조는 자연적으로 발생하는 (+)-장뇌((1R,4R)-보르난-2-온)이며, 오른쪽에 표시된 거울 이미지는 (−)-장뇌((1S,4S)-보르난-2-온)이다. 장뇌는 용도가 적지만 자연적으로 쉽게 정제되는 화합물로서 역사적으로 중요하다.

## 어원
장뇌라는 단어는 14세기 옛 프랑스어: camphre에서 유래했으며, 이는 다시 중세 라틴어: camfora에서 왔고, 아랍어: كافور kāfūr[*]에서 왔으며, 이는 아마 산스크리트어: कर्पूर karpūra, 타밀어: கற்பூரம் karpooram 을 거쳐 오스트로네시아어 말레이어: kapur '석회(백악)'에서 온 것으로 보인다.
옛 말레이어에서 장뇌는 kapur 바루스라고 불렸는데, 이는 "바루스의 백악"을 의미하며, 이는 수마트라섬 서해안의 현대 시볼가 근처에 있는 고대 항구인 바루스를 가리킨다. 이 항구는 이 지역에 풍부했던 보르네오 캄포르 나무(용뇌수)에서 추출한 장뇌를 거래했다.

## 생산

### 천연 장뇌
(+)-장뇌는 수세기 동안 임산물로 생산되어 왔으며, 녹나무에서 잘라낸 목재 칩을 태워서 나오는 증기를 응축하거나 분쇄한 목재를 통해 증기를 통과시키고 증기를 응축하여 생산되었다. 19세기 초에는 대부분의 녹나무 자원이 고갈되었고, 일본과 대만에 남은 대규모 군락은 대만 생산량이 일본보다 훨씬 많았다. 장뇌는 대만의 식민지 세력이 추출한 주요 자원 중 하나이자 가장 수익성 있는 자원 중 하나였다. 먼저 중국이, 그리고 일본이 대만의 장뇌에 대해 독점권을 설정했다. 1868년, 영국 해군 함대가 안핑구 항구로 항해하여 현지 영국 대표가 중국 장뇌 독점권을 끝낼 것을 요구했다. 현지 제국 대표가 거부하자 영국은 마을에 포격을 가하고 항구를 점령했다. 그 후 양측 간에 협상된 "장뇌 규제"는 일시적으로 장뇌 독점권을 종식시켰다.
(-)-장뇌는 Matricaria 식물의 에센셜 오일에 자연적으로 존재한다. 결과적으로 이는 훨씬 더 희귀하다.

### 합성 장뇌
장뇌는 침엽수 기름에 풍부하며 화학 펄프의 부산물로 생산된 테레빈유에서 증류할 수 있는 알파 피넨으로부터 생산된다. 아세트산 무수물을 용매로 사용하고 강산 촉매를 사용하여 알파 피넨은 아이소보르닐 아세테이트로 전환된다. 이 에스터의 가수분해는 아이소보르네올을 생성하며, 이를 산화시켜 라세미 장뇌를 얻을 수 있다.
희귀한 (-) 또는 L-장뇌만을 생산하기 위한 생화학적 효소가 제안되었다. Burkholderia gladioli에서 유래한 이 EstB 에스터레이스는 (+)-아이소보르닐 아세테이트만을 가수분해한다.

## 반응
장뇌의 반응은 광범위하게 조사되었다. 몇 가지 대표적인 변환은 다음과 같다.
- 술폰화:[14]

- 이산화 셀레늄을 이용한 캄포르퀴논으로의 산화:[15]

장뇌는 또한 수소화 붕소 나트륨을 사용하여 아이소보르네올로 환원될 수 있다. 이는 보르닐렌이라는 알켄으로 전환될 수 있다.

## 생화학

### 생합성
생합성에서 장뇌는 제라닐 피로인산으로부터 리날로일 피로인산의 고리화 반응을 통해 보르닐 피로인산으로, 이어서 가수분해되어 보르네올로, 그리고 산화되어 장뇌로 생성된다.

## 용도
최초의 중요한 인공 플라스틱은 저질소(또는 "가용성") 나이트로셀룰로스(pyroxylin) 플라스틱이었다. 플라스틱 산업의 초기 수십 년 동안 장뇌는 엄청난 양으로 사용되었다.:130 이는 나이트로셀룰로스에서 셀룰로이드를 만드는 니트로셀룰로스 래커 및 기타 플라스틱과 래커의 가소제 역할을 했다.

### 대체 의학 및 향수
장뇌는 향수, 유체보존기술, 국소 도포 약품, 제조 화학 물질, 그리고 종교 의식에 사용되었다.

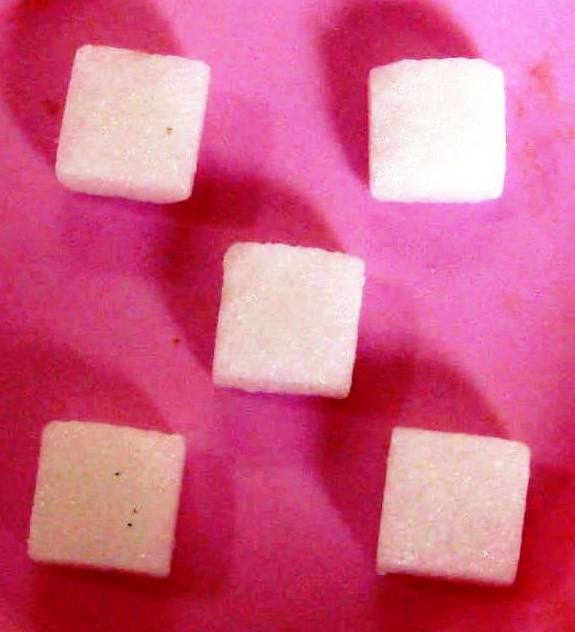
장뇌 큐브

장뇌는 수세기 동안 전통의학으로 사용되어 왔으며, 아마도 가장 흔하게는 코막힘 치료제로 사용되었다. 장뇌는 고대 수마트라섬에서 염좌, 부기, 그리고 염증 치료에 사용되었다. 장뇌는 또한 수세기 동안 중의학에서 다양한 목적으로 사용되었다. 유럽에서는 흑사병 시대 이후 장뇌가 사용되었다.
20세기에는 장뇌가 주사로 아나렙틱으로 사용되었고, 조현병 환자에게 정신증 치료 시도를 위해 발작을 유도하는 데 사용되었다.
장뇌는 수의학에서 근육 주사를 통해 말의 호흡 곤란 치료에 제한적으로 사용된다.

### 국소 도포 약품
장뇌는 일반적으로 국소 도포 약품으로 피부 크림 또는 연고로 사용되어 벌레 물림, 경미한 피부 자극, 관절 통증으로 인한 가려움증을 완화한다. 이는 피부 표피에 흡수되어, 열과 추위에 민감한 신경 종말을 자극하여 세게 바르면 따뜻한 감각을, 부드럽게 바르면 시원한 감각을 유발하며, 이는 진통제로서의 특성을 나타낸다. 신경 종말에 대한 작용은 또한 약간의 국소적 마취를 유도한다.

### 호흡기 에어로졸
장뇌는 또한 에어로졸을 통해 사용되기도 하는데, 일반적으로 증기 흡입을 통해 사용하며, 때로는 특정 브랜드의 비강 흡입 스틱 형태로 사용되어 기침을 억제하고 감기로 인한 상기도 울혈을 완화한다. 그러나 이러한 치료제의 임상 효능은 논란이 되고 있다.

### 기타 특수 용도
장뇌는 사수의 소총 앞 조준경과 뒤 조준경을 검게 하여 조준경이 반사되는 것을 막는 데 사용된다. 이는 소량의 장뇌에 불을 붙여 비교적 낮은 온도에서 태우고, 불꽃에서 발생하는 그을음을 이용해 그 위에 놓인 표면에 코팅하는 방식으로 이루어진다. 역사적으로 이 그을음 검게 만들기는 자기기압계 기록 차트를 코팅하는 데도 사용되었다. 오래된 소문, 아마도 초석에 대한 이전 소문에서 파생된 병영 소문에 따르면, 이란 이슬람 공화국의 군인들은 성욕을 억제하고 동성애 사건을 방지하기 위해 매일 식사에 장뇌를 투여받는다고 한다.

### 해충 방지제 및 보존제
장뇌는 곤충에게 독성이 있다고 알려져 있어 때로는 기피제로 사용된다. 장뇌는 좀약의 대안으로 사용된다. 장뇌 결정은 때로는 다른 작은 곤충에 의한 곤충 채집 표본 손상을 방지하기 위해 사용된다. 특별한 행사와 축제에 사용되는 옷에 보관되며, 바퀴벌레 기피제로 장롱 모서리에도 보관된다. 장뇌 결정 또는 장뇌 향 스틱의 연기는 친환경적인 모기 기피제로 사용할 수 있다.
최근 연구에 따르면 장뇌 에센셜 오일은 붉은불개미에 대한 효과적인 훈증제로 사용될 수 있으며, 이는 주요 및 부수적인 개미의 공격, 기어오르기, 먹이 행동에 영향을 미친다.
장뇌는 또한 항미생물제로 사용된다. 유체보존기술에서 장뇌 기름은 고대 이집트인들이 미라화에 사용한 재료 중 하나였다.

### 향수
고대 아랍 세계에서 장뇌는 흔한 향수 성분이었다. 중국인들은 "강렬하고 상서로운 향"과 "수백 년 동안의 출처 및 생성 방식에 대한 불확실성" 때문에 최고의 장뇌를 "용뇌 향수"라고 불렀다.

### 요리 용도
당나라 시대의 가장 오래된 아이스크림 레시피 중 하나에는 장뇌가 재료로 포함되어 있다. 고대 이집트에서는 팽창된 빵에 향을 내는 데 사용되었다. 고대 및 중세 유럽에서는 장뇌가 과자의 재료로 사용되었다. 10세기 이븐 사이야르 알 와라크가 편찬한 '키타브 알 타비흐'와 같은 중세 아랍어 요리책에서 다양한 짠맛과 단맛 요리에 사용되었다. 또한 15세기 후반 만두의 술탄들을 위해 쓰여진 책에 따르면, '니맛나마'에서도 단맛과 짠맛 요리에 사용되었다. 이는 "식용 장뇌"(또는 카푸르)로 알려진 향신료의 주요 성분이며, 파야삼과 차카라이 퐁갈과 같은 전통적인 남인도 디저트에 사용될 수 있다.

### 종교 의식
장뇌는 힌두교 의식에서 널리 사용된다. 아르티는 스탠드 위에 놓고 불을 붙여 수행되며, 보통 하나 이상의 신에게 바치는 푸자 또는 헌신적인 숭배 의식의 마지막 단계로 이루어진다. 장뇌는 쿠란에서 천국에서 믿는 자들에게 주어지는 와인의 향기로 언급된다.

## 독성
피부에 바르면 일부 사람들에게 알레르기 반응을 일으킬 수 있다. 경구 투여하면 장뇌 크림이나 연고는 독성이 있다. 고용량으로 섭취하면 장뇌는 과민성, 방향 상실, 무기력, 근육 경련, 구토, 복부 경련, 경련, 그리고 발작 증상을 유발한다. 성인의 경구 섭취 치사량은 50–500 mg/kg 범위이다. 일반적으로 2그램 섭취는 심각한 독성을 유발하며, 4그램은 잠재적으로 치명적이다.
공기 중 장뇌는 인간이 흡입하면 독성이 있을 수 있다. 주변 공기 중 장뇌의 허용 노출 한계(PEL)는 8시간 이하의 노출 시간(TWA)에서 2 mg/m3이다. 200 mg/m3는 매우 위험한 농도(IDLH)로 간주된다.

## 합성 장뇌의 역사
화학 공업 초기 산업에서 장뇌의 사용이 19세기 후반에 수요량을 크게 증가시키자, 수요와 공급의 변화 가능성이 뒤따랐다. 1911년, 산업 화학자이자 교육자인 로버트 케네디 던컨은 일본 제국 정부가 최근(1907~1908) 아시아에서 임산물로서 천연 장뇌 생산을 독점하려 했지만, 이는 전합성 대안의 개발로 인해 좌절되었다고 밝혔다. 이는 구스타프 콤파의 첫 보고서와 함께 "순수 학술적이고 완전히 비상업적인" 형태로 시작되었다.
"틀:생략 그러나 그것은 일본 독점의 운명을 결정지었다. 틀:생략 그것이 완성되자마자 새로운 연구자 군대, 즉 산업 화학자들의 주목을 끌었다. 전 세계 특허청은 곧 상업적 장뇌 합성 주장으로 가득 찼고, 선호되는 공정으로 회사가 설립되고 공장이 세워졌으며, 학술적 합성 후 믿을 수 없을 만큼 짧은 2년 안에 인공 장뇌는 천연 제품과 다름없이 세계 시장에 진입했다. 틀:생략 그러나 인공 장뇌는 장뇌 재배 산업을 파괴할 정도로 천연 제품을 대체하지도 못하고 대체할 수도 없다. 현재와 미래의 유일한 기능은 독점에 대한 영구적인 견제 역할을 하고, 합리적인 범위 내에서 가격을 조절하는 균형추 역할을 하는 것이다.":133–134

가격 인상에 대한 이러한 지속적인 견제는 1942년 듀폰의 역사에 대한 모노그래프에서 확인되었다. 윌리엄 S. 더튼은 이렇게 말했다. "피록실린 플라스틱 제조에 필수적인 천연 장뇌는 대만에서 수입되어 보통 파운드당 약 50센트에 판매되었는데, 1918년 [제1차 세계 대전으로 인한 세계 무역 혼란과 높은 폭발물 수요 속에서] 3.75달러라는 고가에 이르렀다. 듀폰의 유기 화학자들은 미국 남부 소나무 그루터기의 테레빈유에서 장뇌를 합성하여 대응했고, 그 결과 1939년 차량 적재량으로 판매된 산업용 장뇌 가격은 파운드당 32센트에서 35센트 사이였다.":293
 구스타프 콤파의 합성 배경은 다음과 같다. 19세기에는 질산이 장뇌를 캄포르산으로 산화시키는 것으로 알려져 있었다. 할러와 블랑은 캄포르산으로부터 장뇌의 반합성을 발표했다. 그들은 구조를 증명했지만, 이를 입증할 수는 없었다. 캄포르산의 첫 번째 완전한 전합성은 1903년 콤파에 의해 발표되었다. 원료는 디에틸 옥살레이트와 3,3-다이메틸펜탄산으로, 클라이젠 축합을 통해 다이케토캄포르산을 생성했다. 요오드화 메틸을 이용한 메틸화와 복잡한 환원 과정을 통해 캄포르산을 얻었다. 윌리엄 퍼킨은 짧은 시간 뒤 다른 합성을 발표했다. 이전에는 일부 유기 화합물(요소 등)이 개념 증명으로 실험실에서 합성되었지만, 장뇌는 전 세계적으로 수요가 있는 희귀한 천연 제품이었다. 콤파는 이를 깨닫고 1907년 타이니온코스키, 핀란드에서 장뇌의 산업 생산을 시작했다(케네디 던컨이 보고한 대로 많은 경쟁과 함께).
또 다른 합성 방법은 동시에 Chemische Fabrik auf Actien의 칼 슈테판 박사에 의해 개발되었다. 이 화학자는 1902년에 캄펜을 합성하는 경로를 특허받았는데, 보르네올 또는 아이소보르네올이 벤젠 용액에서 과망간산염으로 쉽게 산화되어 전례 없는 95% 이상의 높은 수율을 보인다는 것을 발견하고 1903년에 특허를 받았다. 이 공정은 천연 장뇌와 경쟁할 만큼 효율적이었고, 일본은 1907년에 가격을 낮출 수밖에 없었지만, 독일 회사는 여전히 생산량을 늘려 1913년에는 623톤에 달했으나 제1차 세계 대전으로 중단되었다.

## 같이 보기
- 1,4-다이클로로벤젠
- 시트랄
- 유칼립톨
- 라벤더
- 기화기